# Elecciones parlamentarias de Chile de 2001
El domingo 16 de diciembre de 2001, se llevaron a cabo elecciones parlamentarias en Chile para el período 2002-2006. Se trató del proceso eleccionario más estrecho en la historia democrática de Chile a partir de 1990. La Alianza por Chile virtualmente empató en cantidad de diputados, con la coalición oficialista. De un total de 6 144 033 sufragios, 381 candidatos se disputaron los 120 asientos de la Cámara de Diputados. Mientras solo 2 307 154 chilenos elegían senadores, al renovarse el Senado cada cuatro años por mitades, correspondiendo el año 2001 solo a los senadores de regiones impares, siendo estos solo 18 de los 38 senadores elegidos.
En esta elección, por primera vez desde el retorno de la democracia (1990), el Partido Demócrata Cristiano cedió el puesto de ser el partido más votado a la opositora Unión Demócrata Independiente.

## Pactos electorales y partidos políticos
| Lista A:                                   |                                 |                                                |
| Partido Comunista                          | Partido Comunista               | Otro Chile es posible con la Izquierda         |
| Lista B:                                   |                                 |                                                |
| Partido Humanista                          | Partido Humanista               | Abre futuro, Empelotados por Chile             |
| Lista C:                                   |                                 |                                                |
| Alianza por Chile                          |                                 |                                                |
|                                            | Renovación Nacional             | Levantemos Chile, El cambio positivo           |
|                                            | Unión Demócrata Independiente   | La UDI es el cambio                            |
| Lista D:                                   |                                 |                                                |
| Partido Liberal                            |                                 |                                                |
| Lista E:                                   |                                 |                                                |
| Concertación de Partidos por la Democracia |                                 |                                                |
|                                            | Partido Demócrata Cristiano     | Juntos por el trabajo para un Chile con todos  |
|                                            | Partido por la Democracia       | Te defiende como león                          |
|                                            | Partido Radical Socialdemócrata | Si quieres un cambio de verdad que sea Radical |
|                                            | Partido Socialista              | ¡Urgente, vota PS!                             |
| Independientes:                            |                                 |                                                |
|                                            | Candidaturas independientes     |                                                |

Un particular hecho ocurrió con la inscripción errónea de las candidaturas del Partido Demócrata Cristiano (PDC), luego que el Servicio Electoral objetara 8 de sus 9 candidaturas al Senado y 51 de las 56 presentadas para la Cámara de Diputados debido a errores administrativos y de la documentación requerida por ley. Para evitar que el partido quedara prácticamente excluido de los comicios, el gobierno decidió postergar la fecha de las elecciones en cinco días —del 11 al 16 de diciembre— con tal de dar plazo al PDC para subsanar los errores y permitir su correcta inscripción de candidatos. La directiva del partido, encabezada por Ricardo Hormazábal, asumió toda la responsabilidad y presentó su renuncia indeclinable el 20 de julio.

## Campaña
La franja electoral fue emitida por las canales de televisión desde el 16 de noviembre al 13 de diciembre, y los tiempos destinados a cada partido o candidatura fueron acordados por el Consejo Nacional de Televisión el 20 de agosto de 2001, quedando distribuidos de la siguiente forma:
| Lista / partido                            | Tiempo |
| ------------------------------------------ | ------ |
| Partido Comunista                          | 2:20   |
| Partido Humanista                          | 0:03   |
| Alianza por Chile                          | 10:37  |
| Renovación Nacional                        | 5:42   |
| Unión Demócrata Independiente              | 4:55   |
| Partido Liberal                            | 0:03   |
| Concertación de Partidos por la Democracia | 16:54  |
| Partido Demócrata Cristiano                | 7:49   |
| Partido por la Democracia                  | 4:16   |
| Partido Socialista de Chile                | 3:45   |
| Partido Radical Socialdemócrata            | 1:04   |
| Candidatos independientes                  | 0:03   |

## Elección de laCámara de Diputados

### Resultados
Según el orden en la papeleta electoral:
| Pacto o partido                 | Pacto o partido               | Sigla                       | Cand.?                      | Votos     | %?      | Dip.?   | %?      | ± %?    | ± D.?       |
| ------------------------------- | ----------------------------- | --------------------------- | --------------------------- | --------- | ------- | ------- | ------- | ------- | ----------- |
| A                               | Partido Comunista             | PCCh                        | 80                          | 320 688   | 5,22 %  | 0       | 0,00 %  | -1,66 % | Sin cambios |
| B                               | Partido Humanista             | PH                          | 42                          | 69 692    | 1,13 %  | 0       | 0,00 %  |         |             |
| C                               | Alianza por Chile             |                             | 119                         | 2 720 195 | 44,27 % | 57      | 47,5 %  | 8,01 %  | +10         |
|                                 | Unión Demócrata Independiente | UDI                         | 54                          | 1 547 209 | 25,18 % | 31      | 25,83 % | 10,73 % | +14         |
| Renovación Nacional             | RN                            | 45                          | 845 865                     | 13,77 %   | 18      | 15,00 % | -3,00 % | -5      |             |
| Independientes Lista C          | ILC                           | 20                          | 327 121                     | 5,32 %    | 8       | 6,67 %  | 0,65 %  | +2      |             |
| D                               | Partido Liberal               | PL                          | 4                           | 3475      | 0,06 %  | 0       | 0,00 %  |         |             |
| E                               | Concertación                  |                             | 120                         | 2 942 989 | 47,90 % | 62      | 51,67 % | -2,61 % | -7          |
|                                 | Partido Demócrata Cristiano   | DC                          | 54                          | 1 162 210 | 18,92 % | 23      | 19,17 % | -4,06 % | -15         |
| Partido por la Democracia       | PPD                           | 24                          | 782 333                     | 12,73 %   | 20      | 16,67 % | 0,18 %  | +4      |             |
| Partido Socialista              | PS                            | 21                          | 614 434                     | 10,00 %   | 10      | 8,33 %  | -1,05 % | -1      |             |
| Partido Radical Socialdemócrata | PRSD                          | 14                          | 248 821                     | 4,05 %    | 6       | 5,00 %  | 0,92 %  | +2      |             |
| Independientes Lista E          | ILE                           | 7                           | 135 191                     | 2,20 %    | 3       | 2,50 %  | 1,39 %  | +3      |             |
|                                 | Independientes fuera de pacto | Ind                         | 16                          | 86 964    | 1,42 %  | 1       | 0,83 %  | 0,73 %  | -1          |
| Total de votos válidos          | Total de votos válidos        | Total de votos válidos      | Total de votos válidos      | 6 144 033 | 87,34 % |         |         |         |             |
| Votos en blanco                 | Votos en blanco               | Votos en blanco             | Votos en blanco             | 237 955   | 3,38 %  |         |         |         |             |
| Votos nulos                     | Votos nulos                   | Votos nulos                 | Votos nulos                 | 652 334   | 9,27 %  |         |         |         |             |
| Total de sufragios emitidos     | Total de sufragios emitidos   | Total de sufragios emitidos | Total de sufragios emitidos | 7 034 292 | 100 %   |         |         |         |             |

### Listado de diputados 2002-2006
Doblaje de la Concertación.
     Doblaje de la Alianza.
| Dist. | Diputado                             | Partido | Votos  | %       |
| ----- | ------------------------------------ | ------- | ------ | ------- |
| 1[d]  | Iván Paredes Fierro                  | Ind-PS  | 26 886 | 37,68 % |
| 1[d]  | Rosa González Román                  | UDI     | 10 835 | 15,18 % |
| 2[d]  | Fulvio Rossi Coicca                  | Ind-PS  | 24 480 | 29,18 % |
| 2[d]  | Ramón Pérez Opazo                    | Ind-UDI | 17 454 | 20,80 % |
| 3[d]  | Waldo Mora Longa                     | PDC     | 14 433 | 22,08 % |
| 3[d]  | Mario Escobar Urbina                 | UDI     | 13 745 | 21,03 % |
| 4[d]  | Manuel Rojas Molina                  | UDI     | 37 033 | 35,75 % |
| 4[d]  | Pedro Araya Guerrero                 | PDC     | 32 338 | 31,22 % |
| 5[d]  | Antonio Leal Labrín                  | PPD     | 29 382 | 51,05 % |
| 5[d]  | Carlos Vilches Guzmán                | RN      | 10 960 | 19,04 % |
| 6[d]  | Jaime Mulet Martínez                 | PDC     | 17 378 | 42,38 % |
| 6[d]  | Alberto Robles Pantoja               | PRSD    | 8947   | 21,82 % |
| 7[d]  | Víctor Manuel Rebolledo              | PPD     | 22 178 | 27,57 % |
| 7[d]  | Mario Bertolino Rendic               | RN      | 17 884 | 22,23 % |
| 8[d]  | Patricio Walker Prieto               | PDC     | 43 516 | 45,35 % |
| 8[d]  | Francisco Encina Moriamez            | PS      | 19 544 | 20,37 % |
| 9[d]  | Adriana Muñoz D'Albora               | PPD     | 23 380 | 39,44 % |
| 9[d]  | Darío Molina Sanhueza                | UDI     | 13 673 | 23,06 % |
| 10[d] | Alfonso Vargas Lyng                  | RN      | 38 631 | 31,42 % |
| 10[d] | María Eugenia Mella Gajardo          | PDC     | 28 800 | 23,42 % |
| 11[d] | Patricio Cornejo Vidaurrazaga        | PDC     | 26 798 | 27,84 % |
| 11[d] | Marcelo Forni Lobos                  | UDI     | 22 395 | 23,27 % |
| 12[d] | Arturo Longton Guerrero              | RN      | 29 874 | 29,20 % |
| 12[d] | Juan Bustos Ramírez                  | PS      | 27 217 | 26,60 % |
| 13[d] | Laura Soto González                  | PPD     | 34 527 | 26,53 % |
| 13[d] | Carmen Ibáñez Soto                   | RN      | 32 113 | 24,68 % |
| 14[d] | Gonzalo Ibáñez Santa María           | UDI     | 59 822 | 41,34 % |
| 14[d] | Rodrigo González Torres              | PPD     | 47 593 | 32,89 % |
| 15[d] | Samuel Venegas Rubio                 | PRSD    | 20 353 | 26,49 % |
| 15[d] | Carlos Hidalgo González              | Ind-RN  | 18 741 | 24,39 % |
| 16[d] | Patricio Melero Abaroa               | UDI     | 52 806 | 41,86 % |
| 16[d] | Zarko Luksic Sandoval                | PDC     | 38 762 | 30,73 % |
| 17[d] | Pablo Longueira Montes               | UDI     | 61 319 | 40,63 % |
| 17[d] | María Antonieta Saa Díaz             | PPD     | 49 986 | 33,12 % |
| 18[d] | Guido Girardi Lavín                  | PPD     | 98 491 | 58,39 % |
| 18[d] | Carlos Olivares Zepeda               | PDC     | 10 930 | 6,48 %  |
| 19[d] | Patricio Hales Dib                   | PPD     | 44 193 | 41,15 % |
| 19[d] | Cristián Leay Morán                  | UDI     | 36 994 | 34,44 % |
| 20[d] | Cristián Pareto Vergara              | PDC     | 53 474 | 26,47 % |
| 20[d] | Mario Varela Herrera                 | UDI     | 49 844 | 24,68 % |
| 21[d] | Marcela Cubillos Sigall              | UDI     | 61 584 | 37,01 % |
| 21[d] | Jorge Burgos Varela                  | PDC     | 37 787 | 22,71 % |
| 22[d] | Alberto Cardemil Herrera             | RN      | 42 772 | 39,40 % |
| 22[d] | Carolina Tohá Morales                | Ind-PPD | 32 965 | 30,36 % |
| 23[d] | Julio Dittborn Cordua                | UDI     | 80 016 | 44,67 % |
| 23[d] | Pía Guzmán Mena                      | RN      | 46 675 | 26,06 % |
| 24[d] | María Angélica Cristi Marfil         | RN      | 47 346 | 38,52 % |
| 24[d] | Enrique Accorsi Opazo                | PPD     | 41 239 | 33,55 % |
| 25[d] | Ximena Vidal Lázaro                  | PPD     | 42 072 | 28,28 % |
| 25[d] | Felipe Salaberry Soto                | UDI     | 41 504 | 27,89 % |
| 26[d] | Carlos Montes Cisternas              | PS      | 69 183 | 50,99 % |
| 26[d] | Lily Pérez San Martín                | RN      | 49 810 | 36,71 % |
| 27[d] | Iván Moreira Barros                  | UDI     | 65 777 | 42,45 % |
| 27[d] | Eliana Caraball Martínez             | PDC     | 36 832 | 23,77 % |
| 28[d] | Darío Paya Mira                      | UDI     | 47 756 | 32,23 % |
| 28[d] | Rodolfo Seguel Molina                | PDC     | 40 010 | 27,01 % |
| 29[d] | Maximiano Errázuriz Eguiguren        | RN      | 69 786 | 42,83 % |
| 29[d] | Isabel Allende Bussi                 | PS      | 57 164 | 35,09 % |
| 30[d] | José Antonio Kast Rist               | UDI     | 48 025 | 35,45 % |
| 30[d] | Edgardo Riveros Marín                | PDC     | 30 056 | 22,18 % |
| 31[d] | Gonzalo Uriarte Herrera              | UDI     | 60 495 | 42,00 % |
| 31[d] | Jaime Jiménez Villavicencio          | PDC     | 39 036 | 27,10 % |
| 32[d] | Alejandro García-Huidobro Sanfuentes | UDI     | 35 695 | 41,16 % |
| 32[d] | Esteban Valenzuela Van Treek         | PPD     | 28 689 | 33,08 % |
| 33[d] | Juan Pablo Letelier Morel            | PS      | 58 666 | 53,41 % |
| 33[d] | Eugenio Bauer Jouanne                | UDI     | 29 594 | 26,94 % |
| 34[d] | Alejandra Sepúlveda Orbenes          | Ind-PDC | 29 123 | 34,16 % |
| 34[d] | Juan Masferrer Pellizari             | UDI     | 28 154 | 33,03 % |
| 35[d] | Aníbal Pérez Lobos                   | PPD     | 23 923 | 33,67 % |
| 35[d] | Ramón Barros Montero                 | UDI     | 20 665 | 29,08 % |
| 36[d] | Sergio Correa de La Cerda            | UDI     | 41 777 | 38,83 % |
| 36[d] | Boris Tapia Martínez                 | PDC     | 26 676 | 24,80 % |
| 37[d] | Sergio Aguiló Melo                   | PS      | 34 195 | 42,81 % |
| 37[d] | Pablo Prieto Lorca                   | Ind-UDI | 21 446 | 26,85 % |
| 38[d] | Pedro Álvarez-Salamanca Büchi        | RN      | 23 035 | 34,27 % |
| 38[d] | Pablo Lorenzini Basso                | PDC     | 21 771 | 32,39 % |
| 39[d] | Jorge Tarud Daccarett                | PPD     | 33 067 | 41,75 % |
| 39[d] | Osvaldo Palma Flores                 | RN      | 23 363 | 29,50 % |
| 40[d] | Ignacio Urrutia Bonilla              | Ind-UDI | 25 907 | 36,67 % |
| 40[d] | Guillermo Ceroni Fuentes             | PPD     | 20 460 | 28,96 % |
| 41[d] | Rosauro Martínez Labbé               | Ind-RN  | 44 476 | 38,50 % |
| 41[d] | Carlos Abel Jarpa Wevar              | PRSD    | 23 150 | 20,04 % |
| 42[d] | Nicolás Monckeberg Díaz              | RN      | 47 839 | 43,60 % |
| 42[d] | Felipe Letelier Norambuena           | PPD     | 33 436 | 30,47 % |
| 43[d] | Víctor Jeame Barrueto                | PPD     | 35 877 | 35,14 % |
| 43[d] | Jorge Ulloa Aguillón                 | UDI     | 38 326 | 37,53 % |
| 44[d] | Andrés Egaña Respaldiza              | UDI     | 48 403 | 32,78 % |
| 44[d] | José Miguel Ortiz Novoa              | PDC     | 52 037 | 35,25 % |
| 45[d] | Alejandro Navarro Brain              | PS      | 48 990 | 45,46 % |
| 45[d] | Edmundo Salas de la Fuente           | PDC     | 22 125 | 20,53 % |
| 46[d] | Camilo Escalona Medina               | PS      | 33 291 | 37,22 % |
| 46[d] | Iván Norambuena Farías               | UDI     | 28 902 | 32,32 % |
| 47[d] | Víctor Pérez Varela                  | UDI     | 45 328 | 34,70 % |
| 47[d] | José Pérez Arriagada                 | PRSD    | 40 201 | 30,77 % |
| 48[d] | Francisco Bayo Veloso                | RN      | 18 130 | 28,02 % |
| 48[d] | Edmundo Villouta Concha              | PDC     | 14 996 | 23,17 % |
| 49[d] | José Antonio Galilea Vidaurre        | RN      | 16 764 | 26,41 % |
| 49[d] | Jaime Quintana Leal                  | PPD     | 15 865 | 25,00 % |
| 50[d] | Germán Becker Alvear                 | RN      | 39 801 | 37,68 % |
| 50[d] | Eduardo Saffirio Suárez              | PDC     | 35 487 | 33,59 % |
| 51[d] | Eugenio Tuma Zedán                   | PPD     | 25 082 | 40,32 % |
| 51[d] | Eduardo Díaz del Río                 | UDI     | 20 156 | 32,40 % |
| 52[d] | René Manuel García García            | RN      | 23 370 | 38,43 % |
| 52[d] | Fernando Meza Moncada                | PRSD    | 16 781 | 27,59 % |
| 53[d] | Roberto Delmastro Naso               | Ind-RN  | 25 866 | 34,85 % |
| 53[d] | Exequiel Silva Ortiz                 | PDC     | 22 445 | 30,24 % |
| 54[d] | Enrique Jaramillo Becker             | PPD     | 27 706 | 36,16 % |
| 54[d] | Gastón von Mühlenbrock               | Ind-UDI | 23 902 | 31,20 % |
| 55[d] | Sergio Ojeda Uribe                   | PDC     | 24 752 | 33,26 % |
| 55[d] | Javier Hernández Hernández           | UDI     | 23 479 | 31,55 % |
| 56[d] | Carlos Recondo Lavanderos            | UDI     | 19 992 | 29,17 % |
| 56[d] | Fidel Espinoza Sandoval              | PS      | 18 436 | 26,90 % |
| 57[d] | Eduardo Lagos Herrera                | PRSD    | 20 565 | 27,37 % |
| 57[d] | Carlos Kuschel Silva                 | RN      | 19 004 | 25,29 % |
| 58[d] | Claudio Alvarado Andrade             | UDI     | 26 203 | 40,48 % |
| 58[d] | Gabriel Ascencio Mansilla            | PDC     | 23 206 | 35,85 % |
| 59[d] | Pablo Galilea Carrillo               | RN      | 14 918 | 40,29 % |
| 59[d] | Leopoldo Sánchez Grunert             | PPD     | 7812   | 21,10 % |
| 60[d] | Rodrigo Álvarez Zenteno              | UDI     | 26 081 | 41,76 % |
| 60[d] | Pedro Muñoz Aburto                   | PS      | 17 302 | 27,70 % |

## Elección delSenado
Corresponde solo a la Región de Tarapacá, Región de Atacama, Región de Valparaíso, Región del Maule, Región de la Araucanía y Región de Aysén del General Carlos Ibáñez del Campo.

### Resultados
Según el orden en la papeleta electoral:
| Pacto o partido                 | Pacto o partido               | Sigla                       | Cand.?                      | Votos     | %?      | Sen.?   | %?      | ± %?        | ± S.?       |
| ------------------------------- | ----------------------------- | --------------------------- | --------------------------- | --------- | ------- | ------- | ------- | ----------- | ----------- |
| A                               | Partido Comunista             | PCCh                        | 9                           | 45 735    | 2,64 %  | 0       | 0,00 %  | -0,83 %     | Sin cambios |
| B                               | Partido Humanista             | PH                          | 2                           | 6465      | 0,37 %  | 0       | 0,00 %  |             | Sin cambios |
| C                               | Alianza por Chile             |                             | 14                          | 762 719   | 44,03 % | 9       | 50,00 % | 6,71 %      | Sin cambios |
|                                 | Unión Demócrata Independiente | UDI                         | 4                           | 263 035   | 15,18 % | 3       | 16,67 % | 5,03 %      | +1          |
| Renovación Nacional             | RN                            | 6                           | 342 045                     | 19,74 %   | 4       | 22,22 % | 4,82 %  | -1          |             |
| Independientes Lista C          | ILC                           | 4                           | 157 639                     | 9,10 %    | 2       | 11,11 % | 2,13 %  | Sin cambios |             |
| D                               | Partido Liberal               | PL                          | 1                           | 1407      | 0,08 %  | 0       | 0,00 %  |             |             |
| E                               | Concertación                  |                             | 18                          | 888 993   | 51,32 % | 9       | 50,00 % | -4,16 %     | Sin cambios |
|                                 | Partido Demócrata Cristiano   | PDC                         | 9                           | 395 728   | 22,84 % | 2       | 11,11 % | 2,62 %      | -2          |
| Partido por la Democracia       | PPD                           | 3                           | 219 335                     | 12,66 %   | 3       | 16,67 % | -2,05 % | +1          |             |
| Partido Socialista              | PS                            | 4                           | 254 905                     | 14,71 %   | 4       | 22,22 % | 1,99 %  | +1          |             |
| Partido Radical Socialdemócrata | PRSD                          | 2                           | 19 025                      | 1,10 %    | 0       | 0,00 %  |         |             |             |
|                                 | Independientes fuera de pacto | Ind                         | 2                           | 27.096    | 1,56 %  | 0       | 0,00 %  | -0,11 %     | Sin cambios |
| Total de votos válidos          | Total de votos válidos        | Total de votos válidos      | Total de votos válidos      | 1 732 415 | 87,72 % |         |         |             |             |
| Votos en blanco                 | Votos en blanco               | Votos en blanco             | Votos en blanco             | 72 188    | 3,66 %  |         |         |             |             |
| Votos nulos                     | Votos nulos                   | Votos nulos                 | Votos nulos                 | 170 414   | 8,63 %  |         |         |             |             |
| Total de sufragios emitidos     | Total de sufragios emitidos   | Total de sufragios emitidos | Total de sufragios emitidos | 1 975 017 | 100 %   |         |         |             |             |

### Listado de senadores 2002-2010
Según la Constitución Política de Chile de 1980, el Senado se renueva por mitades cada cuatro años, correspondiendo este año 2001 la elección de las regiones impares, las que se encuentran en celdas oscuras y corresponden a senadores para el período 2002-2010. Aquellos senadores que se encuentran en cursiva corresponden a aquellos senadores que fueron elegidos para el período 1998-2006 y que mantienen su cargo tras esta elección.
     Doblaje de la Concertación.
| Circ.    | Senador                     | Partido | Votos   | %       |
| -------- | --------------------------- | ------- | ------- | ------- |
| I[c]     | Fernando Flores Labra       | PPD     | 47 159  | 30,51 % |
| I[c]     | Jaime Orpis Bouchón         | UDI     | 38 093  | 24,65 % |
| II[c]    | Carmen Frei Ruiz-Tagle      | PDC     |         |         |
| II[c]    | Carlos Cantero Ojeda        | RN      |         |         |
| III[c]   | Ricardo Núñez Muñoz         | PS      | 42 263  | 43,03 % |
| III[c]   | Baldo Prokurica Prokurica   | RN      | 38 212  | 38,90 % |
| IV[c]    | Jorge Pizarro Soto          | PDC     |         |         |
| IV[c]    | Evelyn Matthei Fornet       | UDI     |         |         |
| V[c]     | Sergio Romero Pizarro       | RN      | 127 706 | 39,72 % |
| V[c]     | Carlos Ominami Pascual      | PS      | 92 419  | 28,74 % |
| VI[c]    | Nelson Ávila Contreras      | PPD     | 137 125 | 38,53 % |
| VI[c]    | Jorge Arancibia Reyes       | Ind-UDI | 136 464 | 38,35 % |
| VII[c]   | Andrés Zaldívar Larraín     | PDC     |         |         |
| VII[c]   | Jovino Novoa Vásquez        | UDI     |         |         |
| VIII[c]  | Alejandro Foxley Ríoseco    | PDC     |         |         |
| VIII[c]  | Carlos Bombal Otaegui       | UDI     |         |         |
| IX[c]    | Rafael Moreno Rojas         | PDC     |         |         |
| IX[c]    | Andrés Chadwick Piñera      | UDI     |         |         |
| X[c]     | Juan Antonio Coloma Correa  | UDI     | 104 179 | 40,84 % |
| X[c]     | Jaime Gazmuri Mujica        | PS      | 77 828  | 30,51 % |
| XI[c]    | Hernán Larraín Fernández    | UDI     | 66 767  | 44,22 % |
| XI[c]    | Jaime Naranjo Ortiz         | PS      | 42 395  | 28,08 % |
| XII[c]   | Hosain Sabag Castillo       | PDC     |         |         |
| XII[c]   | José Antonio Viera-Gallo    | PS      |         |         |
| XIII[c]  | Mariano Ruiz-Esquide Jara   | PDC     |         |         |
| XIII[c]  | Mario Ríos Santander        | RN      |         |         |
| XIV[c]   | Alberto Espina Otero        | RN      | 62 813  | 48,50 % |
| XIV[c]   | Roberto Muñoz Barra         | PPD     | 35 051  | 27,06 % |
| XV[c]    | Jorge Lavandero Illanes     | PDC     | 81 002  | 35,36 % |
| XV[c]    | José García Ruminot         | RN      | 79 009  | 34,48 % |
| XVI[c]   | Gabriel Valdés Subercaseaux | PDC     |         |         |
| XVI[c]   | Marco Cariola Barroilhet    | UDI     |         |         |
| XVII[c]  | Rodolfo Stange Oelckers     | UDI     |         |         |
| XVII[c]  | Sergio Páez Verdugo         | PDC     |         |         |
| XVIII[c] | Antonio Horvath Kiss        | Ind-RN  | 13 096  | 34,93 % |
| XVIII[c] | Adolfo Zaldívar Larraín     | PDC     | 11 302  | 30,15 % |
| XIX[c]   | José Ruiz de Giorgio        | PDC     |         |         |
| XIX[c]   | Sergio Fernández Fernández  | UDI     |         |         |

#### Senadores designados 2002-2006
| Institución                         | Senador                  | Partido |
| ----------------------------------- | ------------------------ | ------- |
| Corte Suprema                       | Marcos Aburto Ochoa      | Ind     |
| Corte Suprema                       | Enrique Zurita Campos    | Ind     |
| Ejército                            | Julio Canessa Robert     | Ind     |
| Armada Nacional                     | Jorge Martínez Busch     | Ind     |
| Fuerza Aérea                        | Ramón Vega Hidalgo       | Ind     |
| Carabineros de Chile                | Fernando Cordero Rusque  | Ind     |
| Contraloría General de la República | Enrique Silva Cimma      | PRSD    |
| Rectoría Universidad de Chile       | Augusto Parra Muñoz      | PRSD    |
| Ministro de Estado                  | Edgardo Böeninger Kausel | PDC     |

#### Senadores vitalicios 2002-2006
De acuerdo a la Constitución de 1980, creada durante el Régimen Militar, se estableció que los expresidentes de la República que ocuparan dicho cargo por seis años consecutivos, tendrían derecho a ocupar un sillón del Senado con carácter vitalicio. Solo dos personas alcanzaron a ocupar dicho escaño, el exgeneral Augusto Pinochet Ugarte, quien lo ocupó desde 1998 hasta su renuncia en 2002, y por Eduardo Frei Ruiz-Tagle, entre 2000 y 2006, quien abogó por la eliminación de la figura, lo cual se efectuó mediante la reforma constitucional de 2005.
| Senador                 | Partido | Período                                 | Cargo anterior           |
| ----------------------- | ------- | --------------------------------------- | ------------------------ |
| Augusto Pinochet Ugarte | Ind     | 11 de marzo de 1998-4 de julio de 2002  | Expresidente (1981-1990) |
| Eduardo Frei Ruiz-Tagle | DC      | 21 de marzo de 2000-11 de marzo de 2006 | Expresidente (1994-2000) |